# ماريوس ليفاندوفسكي
ماريوس ليفاندوفسكي, (بالبولندية:Mariusz Lewandowski) ، من مواليد 18 مايو 1979 في ليغنيكا في بولندا ، لاعب كرة قدم بولندي.
يلعب مع نادي شاختار دونيتسك الأوكراني منذ عام 2001.
بدأ باللعب مع منتخب بولندا لكرة القدم في عام 2002.

## مسيرته الكروية
لعب ماريوس ليفاندوفسكي خلال مسيرته الاحترافية مع 4 أندية في تسعة عشر موسمًا وسجل خلالها 36 هدفًا ضمن 324 مباراة. حيث فاز في ثلاثة مواسم بالكأس وفي خمسة مواسم بالدوري.
خاض ماريوس ليفاندوفسكي مسيرته مع نادي زاغويمبيه لوبين في موسم 1996–97 ليلعب معه أربعة مواسم، مشاركًا في 36 مباراة ولم يسجل أي هدف. ثم انتقل إلى نادي دايسكوبوليا غرودجيسك ويلكوبولسكي في موسم 1999–00 ولمدة موسمين، حيث شارك في 40 مباراة سجل خلالها هدفين. لينتقل بعدها إلى نادي شاختار دونيتسك في موسم 2001–02 ليلعب معه تسعة مواسم، مشاركًا في 172 مباراة سجل خلالها 21 هدفًا. ثم انتقل إلى FC Sevastopol ‏ في موسم 2010–11 ليلعب معه أربعة مواسم، مشاركًا في 76 مباراة سجل خلالها 13 هدفًا.

## أهدافه الدولية
| #  | التاريخ         | مكان المباراة                   | الخصم          | نتيجة المباراة | الحالة | المسابقة           |
| -- | --------------- | ------------------------------- | -------------- | -------------- | ------ | ------------------ |
| 1. | 16 نوفمبر، 2005 | Ostrowiec Świętokrzyski, بولندا | إستونيا        | 3-1            | فوز    | مباراة ودية        |
| 2. | 8 سبتمبر، 2007  | لشبونة، البرتغال                | البرتغال       | 2-2            | تعادل  | تصفيات اليورو 2008 |
| 3. | 6 فبراير، 2008  | بافوس، قبرص                     | جمهورية التشيك | 2-0            | فوز    | مباراة ودية        |

## وصلات خارجية
- ماريوس ليفاندوفسكي على موقع الاتحاد الدولي (مؤرشف)  (الإنجليزية)
- ماريوس ليفاندوفسكي على موقع الاتحاد الأوربي (الإنجليزية)
- ماريوس ليفاندوفسكي على موقع اتحاد أوكرانيا (الإنجليزية)
- ماريوس ليفاندوفسكي على موقع قاعدة بيانات كرة القدم.إي يو (الإنجليزية)
- ماريوس ليفاندوفسكي على موقع ناشيونال فوتبول تيمز (الإنجليزية)
- ماريوس ليفاندوفسكي على موقع Soccerway.com (الإنجليزية)
- ماريوس ليفاندوفسكي على موقع كووورة
- معلومات عن اللاعب. (بالبولندية)
- معلومات إضافية. (بالبولندية)